# Intensidade sísmica

Carta de isossistas do terramoto de 1968 no Illinois, mostrando a extensão das diferentes intensidades do sismo. A irregularidade das áreas deve-se às condições do solo e à geologia subjacente.

Intensidade sísmica é uma medida qualitativa que descreve a severidade dos efeitos produzidos por um sismo em locais na superfície terrestre. A classificação da intensidade sísmica é feita através da observação dos efeitos do sismo sobre as pessoas, objetos, edifícios e paisagem e é expressa numa escala de intensidade sísmica (em geral numérica) que representa um padrão teórico de efeitos do sismo num determinado local. A contrário da magnitude sísmica, um indicador da energia libertada pelo sismo e que por isso é um valor única para cada sismo, a intensidade depende dos efeitos pelo que terá para o mesmo sismo valores distintos consoante a zona, expressos na carta de isossistas (ou mapa isossísmico).

## Descrição
A intensidade sísmica é um parâmetro que permite avaliar as vibrações sísmicas sentidas num certo local tendo em conta os efeitos produzidos em pessoas, objetos e estruturas. É determinada pelo preenchimento de um questionário padrão distribuído pelas entidades oficiais.

### Condicionantes
Os tremores de terra podem ser causados de várias formas (tremores vulcânicos, avalanches, grandes explosões, entre outras causas), mas os tremores suficientemente intensos para causar danos devem-se normalmente a ruturas da crosta terrestre.  A intensidade dos abalos depende de vários factores:
- A magnitude ou força do evento de origem, como medido pelas escalas de magnitude sísmica;
- O tipo de onda sísmica gerada e a sua orientação;
- A profundidade do evento (a profundidade hipocentral);
- A distância entre o local e fonte do evento (distância ao epicentro);
- A resposta do sítio às solicitações sísmicas em função da geologia local.

A resposta do local é especialmente importante, uma vez que certas condições, como sedimentos não consolidados, podem amplificar os movimentos do solo até pelo menos dez vezes.
Quando um sismo não é registado em sismógrafos, um mapa isossísmico que mostre as intensidades sentidas em diferentes áreas pode ser usado para estimar a localização epicentral e a magnitude. Tais mapas também são úteis para estimar a intensidade do tremor e, portanto, o nível provável de danos, a serem esperados de um futuro terramoto de magnitude semelhante. No Japão, este tipo de informação é utilizado quando ocorre um terramoto para antecipar a gravidade dos danos que se podem esperar em diferentes áreas.
A intensidade local do tremor de terra depende de vários fatores para além da magnitude do sismo, sendo um dos mais importantes as condições do solo. Por exemplo, as camadas espessas de solo mole (como os aterros) podem amplificar as ondas sísmicas, muitas vezes a uma distância considerável da fonte, enquanto as bacias sedimentares entram frequentemente em ressonância com as oscilações induzidas pelas ondas sísmicas, aumentando a duração dos abalos. É por isso que, no terramoto de Loma Prieta de 1989, o distrito de Marina da cidade de São Francisco foi uma das áreas mais danificadas, apesar de estar quase 100 km distante do epicentro. Naquele sismo, os efeitos das estruturas geológicas também foram significativos, como no caso em que as ondas sísmicas que passaram sob a extremidade sul da Baía de São Francisco se refletiram na base da crosta terrestre em direção a São Francisco e Oakland. Um efeito semelhante canalizou as ondas sísmicas entre as outras falhas principais na área.

### Escalas de intensidade sísmica
As escalas de intensidade sísmica categorizam a intensidade ou gravidade do movimento do solo (o tremor ou abalo) num determinado local. Distinguem-se das escalas de magnitude sísmica, que medem a magnitude sísmica, ou seja, a força global de um sismo, que pode, ou não, causar abalos percetíveis. As escalas de intensidade sísmica são em geral usadas para categorizar os efeitos dos sismos, especialmente para descrever os danos resultantes de um terramoto. 
As escalas de intensidade baseiam-se nos efeitos observados do abalo, tais como o grau em que as pessoas ou os animais ficaram alarmados e a extensão e gravidade dos danos causados a diferentes tipos de estruturas ou características naturais da paisagem. A intensidade máxima observada e a extensão da área onde o abalo foi sentido, em geral representados num mapa isossísmico, podem ser utilizadas para estimar a localização e a magnitude da origem do sismo, o que é especialmente útil para sismos históricos para os quais não há registo instrumental.
As primeiras tentativas de categorizar os terramotos incluem os trabalhos de Pompeo Schiantarelli, em 1783, que desenhou um mapa dos efeitos do terramoto de 1783 na Calábria, para além de numerosos desenhos mostrando os efeitos, e de Domenico Pignatoro, em 1788, que elaborou uma escala de intensidade de cinco níveis para descrever os efeitos do mesmo terramoto. A primeira escala de intensidade reconhecível no sentido moderno da palavra foi elaborada em 1828 pelo matemático alemão Peter Caspar Nikolaus Egen (1793–1849) para descrever um sismo que ocorreu na região fronteiriça da Renânia com os Países Baixos. No entanto, o primeiro mapeamento moderno da intensidade de um sismo que se conhece foi executado por Robert Mallet, um engenheiro irlandês que foi enviado pelo Imperial College, de Londres, para investigar os efeitos do terramoto de Basilicata de 1857, também conhecido como o Grande Terramoto Napolitano de 1857.
A primeira escala de intensidade sísmica amplamente adotada, a Escala Rossi-Forel, foi introduzida no final do século XIX como uma escala de 10 graus. Em 1902, o sismólogo italiano Giuseppe Mercalli criou a Escala Mercalli, uma nova escala de 12 graus. Uma melhoria muito significativa foi alcançada, em boa parte como resultado dos trabalhos de Charles Francis Richter durante a década de 1950, quando se estabeleceu e padronizou uma definição da resistência aos sismos das estruturas construídas, o que permitiu subdividir os edifícios existentes em cada região em tipos de resistência sísmica e, principalmente, quando se comprovou a existência de uma correlação significativa entre a intensidade sísmica e a aceleração máxima do solo induzida pelas ondas sísmicas. Para o caso da Califórnia, esta correlação permitiu a  Charles Richter estabelecer a seguinte equação:
{\displaystyle \log a={\frac {I}{3}}-0.5} — onde {\displaystyle a} é a aceleração sísmica máxima para o local, com o valor em cm/s2, e {\displaystyle I} é o valor da intensidade para o local.
A partir de então, a avaliação da intensidade sísmica foi baseada no grau de dano para um determinado tipo de estrutura. Isso deu à Escala de Mercalli, bem como à Escala Europeia MSK-64, o elemento quantitativo, que representa a vulnerabilidade do tipo de edifício. Desde então, essa escala foi chamada de Escala Mercalli Modificada (a MM) e as avaliações das intensidades sísmicas tornaram-se mais fiáveis.
Além disso, foram desenvolvidas mais escalas de intensidade sísmica, que são utilizadas em diferentes partes do mundo:
| País/Região    | Escala de intensidade sísmica em uso                   |
| -------------- | ------------------------------------------------------ |
| China          | Escala Liedu (GB/T 17742–1999)                         |
| União Europeia | Escala Macrossísmica Europeia (EMS-98)                 |
| Hong Kong      | Escala Mercalli Modificada (MM)                        |
| Índia          | Escala Medvedev–Sponheuer–Karnik                       |
| Indonésia      | Escala Mercalli Modificada (MM)                        |
| Israel         | Escala Medvedev–Sponheuer–Karnik (MSK-64)              |
| Japão          | Escala da Agência Meteorológica do Japão               |
| Cazaquistão    | Escala Medvedev–Sponheuer–Karnik (MSK-64)              |
| Filipinas      | PHIVOLCS Earthquake Intensity Scale (PEIS)             |
| Rússia         | Escala Medvedev–Sponheuer–Karnik (MSK-64)              |
| Taiwan         | Central Weather Administration seismic intensity scale |
| Estados Unidos | Escala Mercalli Modificada (MM)                        |